# Antena de Oro 2022
La llista de guardonats de la XLIX edició dels premis Antena de Oro 2022 va ser anunciada l'11 de novembre de 2022. L'entrega dels premis va tenir lloc el 26 de novembre al Gran Casino d'Aranjuez, presentada per la presentadora de TVE Ana Belén Roy. A continuació la llista de guardonats:

## Televisió
- Alaska pel Benidorm Fest i Cine de Barrio (TVE)
- Guillermo Pascual, d'Antena 3
- Informativos de Fin de Semana amb José Ribagorda i Ángeles Blanco, de Telecinco
- Núria Roca Granell, de laSexta
- Horizonte, amb Íker Jiménez i Carmen Porter, de Cuatro
- Classics amb José Luis Garci, de TRECE.

## Ràdio
- Aimar Bretos, de Cadena SER[3]
- Pilar García Muñiz, de Cadena COPE
- Juan Diego Guerrero, de Onda Cero
- Carlos Garrido, de RNE
- Federico Jiménez Losantos, d'EsRadio.

## Trajectòria Professional
- Ramón Torrelledó per La Partytura

## Especials
- Esther Ruiz